# BSG Stahl Kirchmöser
Die BSG Stahl Kirchmöser war eine Betriebssportgemeinschaft im Ortsteil Kirchmöser der Stadt Brandenburg an der Havel. Sektionen der BSG waren beispielsweise Handball und Segeln. Die BSG Stahl Kirchmöser spielte in einer Mannschaft mit der BSG Stahl Brandenburg in den 1980er Jahren mehrere Spielzeiten in der erstklassigen Handball-Oberliga der DDR.

## Handball

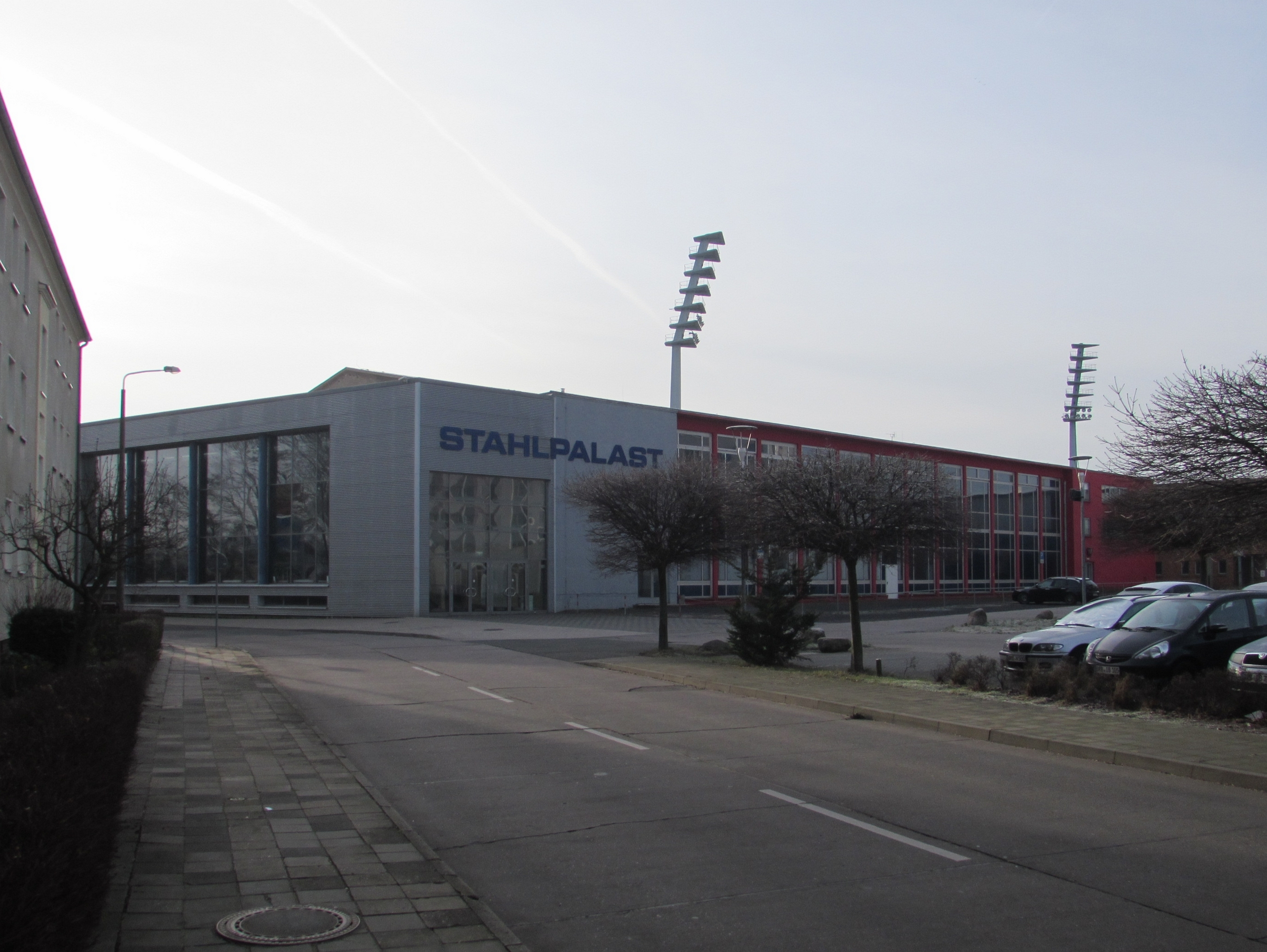
Stahlpalast, die ehemalige Stahlsporthalle, in der die DDR-Handball-Oberligaspiele ausgetragen wurden

Bereits in den 1970er Jahren bildeten die Sektionen Handball der Schwester-BSG von Stahl Kirchmöser und Stahl Brandenburg eine auf Dauer angelegte Spielgemeinschaft. Zu jener Zeit war der dreifache Pokalsieger BSG Chemie Premnitz der spielstärkste Handballverein im Bezirk Potsdam. 1972/73 spielte die SG erstmals in der DDR-Liga, der zweithöchsten Spielklasse. Zunächst gelang der Klassenerhalt in der Staffel Nord. Man erreichte den achten Tabellenplatz. In der folgenden Saison wurde man jedoch Letzter und stieg wieder in die drittklassige Bezirksliga ab. 1978 schaffte man den Wiederaufstieg und es gelang, sich in der Folge in der zweithöchsten Spielklasse zu etablieren. Teilweise erreichte man vordere Platzierungen. Nach acht Spielzeiten in der DDR-Liga kam die SG in der Saison 1985/86 auf den zweiten Tabellenplatz und stieg somit erstmals in die Handball-DDR-Oberliga, die oberste Spielklasse auf.
Die erste Oberligasaison 1986/87 lief wenig erfolgreich. Nach nur eine Spielzeit folgte der Wiederabstieg, nachdem man mit drei Siegen und zwei Unentschieden auf den neunten Platz der Zehnerliga kam. Nach dem sofortigen Wiederaufstieg gelang es der Spielgemeinschaft, sich in der 1988 auf zwölf Mannschaften vergrößerten Oberliga zu behaupten. In der Spielzeit 1988/89 kam man mit fünf Siegen und zwei Unentschieden auf den zehnten, in der folgenden  Saison 1989/90 auf den neunten Tabellenplatz. 1990 wechselte die Mannschaft in den neu gegründeten Verein BSV Stahl Brandenburg. Die Mannschaft Stahl Brandenburg/Kirchmöser trug ihre Heimspiele in der Stahlhalle aus.